# Делосперма
Делосперма (Delosperma) е род от около 170 вида сукулентни растения, включени преди в Mesembryanthemum в семейство Aizoaceae. Дефиниран е от английския ботаник Н. Е. Браун през 1925 г. Родът е разпространен в Южна и Източна Африка. Видовете Delosperma, както и повечето Aizoaceae, имат хигрохастични капсули, отварящи се и затварящи се при намокряне и изсъхване.

## Етимология
Названието на растението идва от гръцките думи δῆλος – очевидно и σπέρμα – семена.

## Описание
Делоспермата има вид на тревиста туфа. Цъфти обилно от късна пролет до късна есен. Тя е непретенциозността към заобикалящите я условия, студоустойчива. Отличава се с големите, подобни на маргаритки топли виолетови цветове, с които растението е отрупано от април до октомври. Расте бързо и обича открити и слънчеви места, където се разстила с „килим“ от цветове.

## Отглеждане
Делоспермата е растение, виреещо на горещи и сухи участъци на пълно слънце.

## Приложение
Растението може да се използва в алпинеуми и скални кътове в комбинация с бавнорастящи иглолистни растения. Идеално почвопокривно растение заради непретенциозното си отглеждане.

## Видове
Популярни видове:
- Delosperma acuminatum[7]
- Delosperma alpina
- Delosperma basuticum[8]
- Delosperma bosseranum, iceplant[9]
- Delosperma cooperi[7]
- Delosperma congestum
- Delosperma dyeri
- Delosperma echinatum
- Delosperma ecklonis[7]
- Delosperma esterhuyseniae[7]
- Delosperma floribunda
- Delosperma hallii[7]
- Delosperma harazianum[7]
- Delosperma hirtum[7]
- Delosperma hallii aff. litorale St. Fancis Bay[7]
- Delosperma lavisiae – AGM
- Delosperma lehmannii[10]
- Delosperma lineare L.Bolus – South Africa (Free State, KwaZulu-Natal), Lesotho
- Delosperma lydenburgense[7]
- Delosperma nakurense[11]
- Delosperma nubigenum [12][7]
- Delosperma pageanum[7]
- Delosperma pergamentaceum[7]
- Delosperma sphalmanthoides
- Delosperma sutherlandii
- Delosperma tradescantiodes[7]